# Kamensko (Vrbovsko)
Kamensko je naselje u Hrvatskoj u sastavu Grada Vrbovskog. Nalazi se u Primorsko-goranskoj županiji.

## Zemljopis
Južno-jugozapadno je Ljubošina, jugozapadno su rijeka Dobra, Gomirje, Musulini, zapadno-sjeverozapadno je Hambarište, sjeverozapadno su Tuk i Vrbovsko, sjeveroistočno su Mali Jadrč, Veliki Jadrč, Osojnik, Medari i Ponikve.

## Stanovništvo
| broj stanovnika |       |       |       | 60    | 58    |       |       |       | 86    | 80    | 62    | 55    | 20    | 16    | 13    | 4     |       |
|                 | 1857. | 1869. | 1880. | 1890. | 1900. | 1910. | 1921. | 1931. | 1948. | 1953. | 1961. | 1971. | 1981. | 1991. | 2001. | 2011. | 2021. |